# Sistema de clasificación de la Marina Real británica

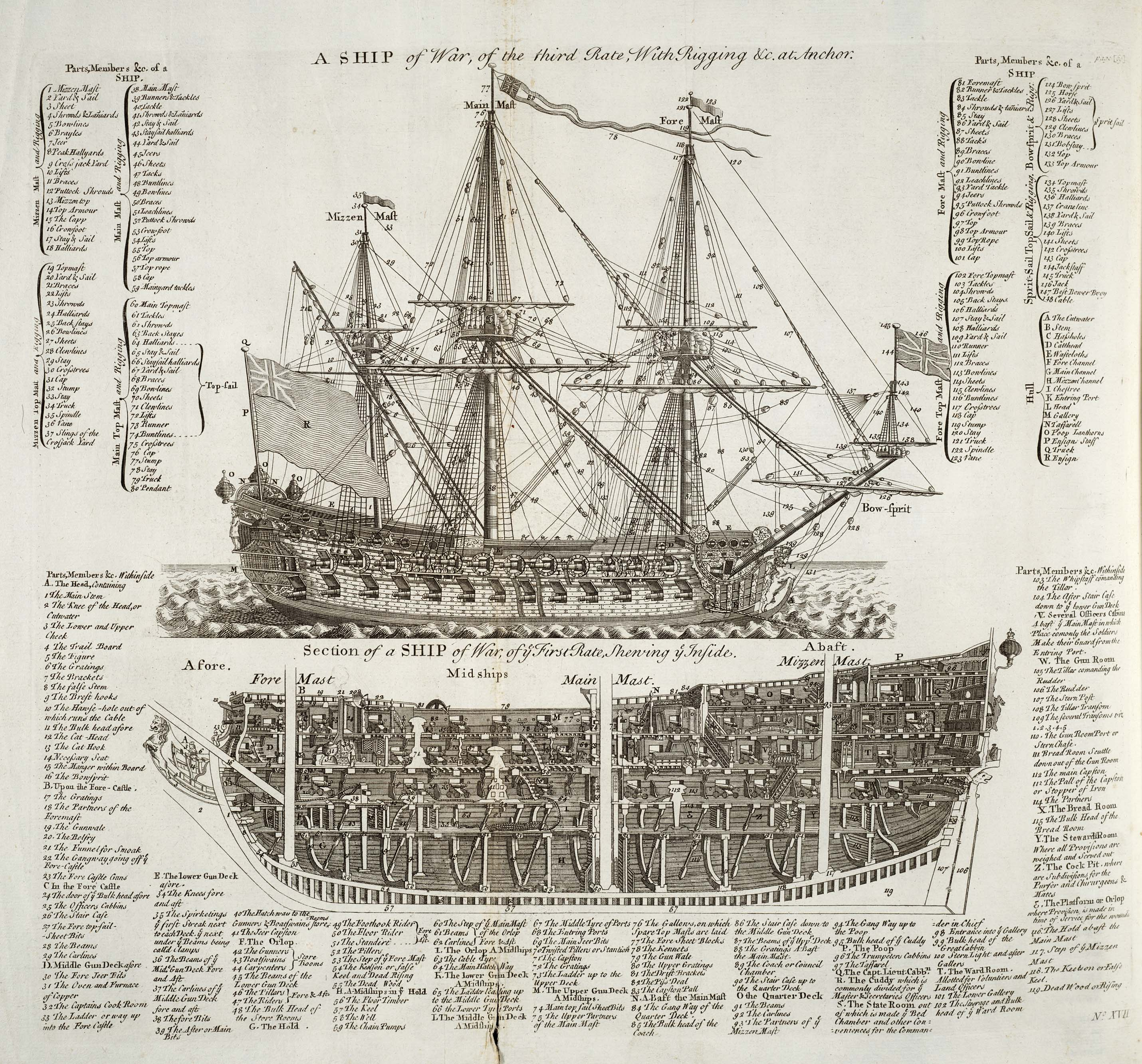
Un diagrama contemporáneo que muestra buques de primera y tercera clase.

El sistema de clasificación de la Marina Real británica y sus predecesores fue utilizado por la Armada británica desde comienzos del siglo XVII hasta mediados del siglo XIX con el objetivo de catalogar los buques de guerra, clasificándolos en un principio según su dotación y luego de acuerdo a la cantidad cañones montados en cureñas.

## Origen y descripción
Los primeros pasos hacia la creación de un sistema de clasificación se produjeron en el siglo XV y la primera mitad del siglo XVI, cuando las carracas de mayor tamaño de la Marina Real (como por ejemplo el Mary Rose, el Henry Grace à Dieu y el Grace Dieu) recibieron el nombre de «Buques Grandes». La base para tal denominación se efectuó únicamente por su tamaño y no por su peso, tripulación o número de cañones. Cuando tiempo más tarde las carracas dieron paso a los galeones durante el siglo XVI, el término «Buque Grande» se empleó para separar formalmente a los buques más grandes de la Marina Real del resto.
No obstante, el sistema formal para dividir los buques de guerra de la Marina Real en cierta cantidad o grupos o «clases» tuvo su origen recién a comienzos del gobierno de los Estuardo, y las primeras listas que contenían este tipo de categorización aparecieron alrededor de 1604. En aquella época, los barcos de combate de la «Real Marina» (el término Marina Real se introdujo tras la restauración del rey Carlos II en 1660) se dividían según el número de hombres necesarios para tripular los en el mar (es decir el tamaño de la tripulación) en cuatro grupos:
- Buques Reales, los buques más grandes, pertenecientes al agrupamiento previo de «Buques Grandes»;
- Buques Grandes, los demás buques incluidos en el antiguo agrupamiento de «Buques Grandes»;
- Buques Regulares; y
- Buques Pequeños.

Para comienzos del reinado de Carlos I, estos cuatro grupos habían sido renombrados en una secuencia numérica. Ahora, los Buques Reales se clasificaban como de «primer grado»; los Buques Grandes, de «segundo grado»; los Buques Regulares, de «tercer grado»; y los Buques Pequeños, de «cuarto grado». Poco después volvió a modificarse la estructura, y la palabra grado fue reemplazada por clase, mientras que los antiguos Buques Pequeños se subdividieron en cuarta, quinta y sexta clase.
La clasificación más antigua no se basaba en la cantidad de cañones, sino en la de tripulantes establecidos (número de tripulantes). Esta primera clasificación entró en vigencia en 1626 y sufrió importantes modificaciones a fines de 1653, cuando se aumentó el número de tripulantes de algunos buques. A partir de 1660, aproximadamente, la clasificación fue pasando de una centrada en la cantidad de hombres a otra fundada sobre la base del número de cañones que transportaba el buques.
En 1677, Samuel Pepys, por entonces secretario del Almirantazgo británico, revisó la estructura y manifestó que esta era algo «solemne, universal e inalterable». La clasificación de un buques poseía un uso tanto administrativo como militar. La cantidad y peso de los cañones determinaban el tamaño de la tripulación necesaria y, por lo tanto, el sueldo y las raciones que se requerían. Además señalaba si un buques era lo suficientemente poderoso para colocarse en la línea de batalla. La clasificación original de Pepys fue actualizada según definiciones posteriores en 1714, 1721, 1760, 1782, 1801 y 1817; esta última fue la más rigurosa, ya que estipulaba la inclusión de las carronadas dentro del número de cañones (algo que anteriormente no se hacía). En general, la tendencia era que cada clase tuviera un mayor número de cañones. Por ejemplo, Pepys designaba como de primera clase a los buques con 90 a 100 cañones, mientras que la tabla de 1801 consideraba que debía tener de 100 a 120. La sexta clase pasó de tener entre 4 y 18 cañones a tener entre 20 y 28 (con posterioridad a 1714, cualquier barco con menos de 20 cañones no tenía clase).
Los buques de primera a tercera clase se consideraban «navíos de línea». Aquellos incluidos en la primera y segunda clase contaban con tres cubiertas continuas de cañones (las cubiertas inferior, media y superior), así como también armas más pequeñas en el alcázar, el castillo de proa y la popa. Dicha regla poseía excepciones notables, como por ejemplo el Santísima Trinidad de España, que tenía 120 cañones repartidos en cuatro cubiertas. Los buques de tercera clase, aquellos con cañones, también tuvieron tres cubiertas para armamento desde la década de 1690 hasta comienzos de la de 1750, pero tanto antes como después de dicho período, los buques de 80 cañones se construían con sólo dos cubiertas de armas. El resto de los buques de tercera clase, de 74 cañones o menos, también contaban con dos cubiertas continuas de cañones (la inferior y la superior), así como también armas más pequeñas en el alcázar, el castillo de proa (en caso de tener uno) y la popa.
Los buques más pequeños, de cuarta categoría, que tenían aproximadamente 50 o 60 cañones repartidos en dos cubiertas, fueron considerados navíos de línea hasta 1756, cuando se determinó que un barco de 50 cañones era demasiado pequeño para entrar en batalla. Los buques de cuarta categoría que contaban con 60 cañones siguieron catalogados como navíos de línea, pero fueron pocos los buques nuevos de este tipo que se construyeron ya que en el transcurso de las siguientes décadas fueron reemplazados por los buques de tercera clase de 64 cañones.
La cantidad de cañones registrados para la clasificación difería a menudo del número real, en especial previamente a la revisión de 1817. Los cañones (armas largas, de ánima lisa y avancarga) se contabilizaban para la clasificación, cosa que no sucedía con las carronadas (armas cortas con un peso equivalente a la mitad de las armas largas) salvo cuando estas reemplazaban a un cañón «largo», aunque las embarcaciones de clase pudieran transportar hasta doce carronadas de 24 o 32 libras. Durante las guerras napoleónicas no hubo una correlación exacta entre la clasificación formal por armamento y el número real de armas largas y carronadas que transportaban las embarcaciones. En 1817 se introdujo un nuevo sistema de clasificación según el cual las carronadas se tenían en cuenta para otorgar su clase a los buques.
La clase no era el único sistema implementado. Durante toda la Edad de la Vela, la definición del término «fragata» se aplicó a las embarcaciones con velas cuadradas en sus tres mástiles. Las embarcaciones que tenían sólo uno o dos mástiles no eran consideradas «navíos de línea», técnicamente, y en la era de la navegación jamás habrían sido señalados como tales. Aquellos barcos con menos de tres mástiles no tenían clase y eran, durante la primera mitad del siglo XVIII, balandras de guerra —por lo general, embarcaciones de dos mástiles con las velas dispuestas en forma de queches o snows— o, posteriormente, bergantines. Sin embargo, algunas balandras poseían tres mástiles y se las conocía como corbetas. En ocasiones, también se clasificaba a las embarcaciones según el grado de su oficial al mando. Por ejemplo, si un bergantín con cañones (o incluso un cúter) estaban a cargo de un teniente, la embarcación era recategorizada como una balandra.
Pese a que el sistema de clasificación descrito en este artículo era utilizado únicamente por la Marina Real británica, otras de las principales armadas empleaban métodos parecidos para calificar a sus buques de guerra. Por ejemplo, la Marina francesa usaba un sistema de cinco clases (rangs) con un objetivo similar. Los escritores británicos aún utilizan el término «primera clase» para referirse a los buques más grandes de otras naciones, o «tercera clase» cuando mencionan a un setenta y cuatro francés. Para fines del siglo XVIII, el sistema de clasificación era prácticamente de uso común y los navíos de línea solían categorizarse según su cantidad de cañones nominal, que incluso se empleaba como nombre de grupo (por ejemplo, «una escuadra de tres setenta y cuatros»).
La quinta y sexta clases nunca se incluyeron como navíos de línea. A comienzos del siglo XVIII, los barcos de quinta clase habitualmente eran «semibaterías» que transportaban unos pocos cañones pesados en sus cubiertas inferiores (el resto de dicha cubierta solía estar ocupada por los puestos de los remeros) y una batería completa de cañones menores en la cubierta superior. No obstante, paulatinamente, estas embarcaciones se dejaron de producir ya que la sobreborda baja (la distancia desde la cubierta inferior hasta el agua) frecuentemente hacía imposible abrir las aberturas para los cañones cuando el mar estaba picado. A partir de mediados de aquel siglo se introdujo un nuevo grupo de barcos de quinta clase: la fragata clásica, que no tenía aberturas para cañones en la cubierta inferior y su batería principal se encontraba dispuesta únicamente en la cubierta superior.
Los barcos de sexta clase generalmente se utilizaban para la escolta de convoyes, para establecer bloqueos y para transportar despachos; por su tamaño pequeño, estas embarcaciones no eran adecuadas para las tareas generales de patrullaje que las fragatas de quinta clase realizaban en forma tan efectiva. En esencia, existían dos grupos de barcos de sexta clase. La categoría más grande incluía a las fragatas de sexta clase de 28 cañones, que transportaban una batería principal de veinticuatro cañones de 9 libras y cuatro cañones más pequeños en sus superestructuras. El segundo grupo incluía a los post ships (un tipo de fragata pequeña de 20 a 24 cañones), que eran demasiado pequeños para contarlos formalmente como fragatas (pese a que, coloquialmente, se los agrupaba junto a ellas), pero que aun así requerían de un capitán de navío (es decir, un oficial que contara con el grado de capitán) al mando.
El sistema de clasificación no se aplicaba a embarcaciones más pequeñas que las de sexta categoría, por lo que estas quedaban «sin clase». Las embarcaciones más grandes sin clase habitualmente se denominaban balandras; sin embargo, debe tenerse en cuenta que dicha nomenclatura es algo confusa en el caso de embarcaciones sin clase, especialmente cuando se trata las distinciones sutiles que existen entre «bergantín balandra», «balandra de guerra» e incluso «corbeta» (este último es un término proveniente del francés que no fue utilizado por la Marina Real sino hasta la década de 1840). Técnicamente, todas las embarcaciones de combate sin clase se incluían en la categoría de «balandra de guerra» y, en teoría, el término se aplicaba por extensión a bombardas y brulotes.

## Sistema de clasificación vigente en la Marina Real británica durante las guerras napoleónicas
| Tipo                                 | Clase     | Cañones   | Cubiertas de cañones | Hombres   | Carga aproximada en toneladas | En servicio en 1794 | En servicio en 1814 |
| ------------------------------------ | --------- | --------- | -------------------- | --------- | ----------------------------- | ------------------- | ------------------- |
| Navío de línea                       | 1ª clase  | 100 a 120 | 3                    | 850 a 875 | 2500                          | 5                   | 7                   |
| Navío de línea                       | 2ª clase  | 90 a 98   | 3                    | 700 a 750 | ~ 2200                        | 9                   | 5                   |
| Navío de línea                       | 3ª clase  | 64 a 80   | 2                    | 500 a 650 | 1750                          | 71                  | 87                  |
| Navío de línea                       | 4ª clase  | 48 a 60   | 2                    | 320 a 420 | ~ 1000                        | 8                   | 8                   |
| Fragata                              | 5ª clase  | 32 a 44   | 1 o 2                | 200 a 300 | 700 a 1450                    | 78                  | 123                 |
| Fragata                              | 6ª clase  | 20 a 28   | 1                    | 140 a 200 | 450 a 550                     | 32                  | 25                  |
| Corbeta o Ship Sloop                 | Sin clase | 16 a 18   | 1                    | 90 a 125  | 380                           | 76                  | 360                 |
| Bergantín con cañones Goleta o cúter | Sin clase | 6 a 14    | 1                    | 5 a 25    | < 220                         |                     |                     |

1. ↑  En este caso, la tonelada se define como 35 pies cúbicos (0,99 m³) de agua, y no se trata de una unidad de masa. No obstante, 35 pies cúbicos de agua poseen una masa bastante cercana a una tonelada larga imperial (2240 libras), tal como se utiliza en Gran Bretaña. Téngase también en cuenta que, para barcos mercantes, la tonelada se define como 100 pies cúbicos (2,8 m³) de agua (la tonelada de registro).

Existieron varias excepciones al cuadro de arriba. Los cañones que se incluían para la cuenta que determinaba la clase de un barco eran únicamente aquellos montados sobre ruedas, es decir, los cañones impulsados por furgones (con ruedas de madera); las armas más pequeñas (y en general, antipersonales) como las colisa no se tomaban en cuenta. A fines de la década de 1770 se introdujeron las carronadas (que, habitualmente, se montaban sobre una especie de trineos, en lugar de furgones); estas nuevas armas solían situarse en la parte superior (en el alcázar y el castillo de proa), sumadas a la artillería previa de los buques de guerra, y no se incluían en la cuenta de cañones salvo cuando reemplazaban a un cañón montado sobre furgón. Fue tiempo después que las carronadas pasaron a formar parte del armamento principal de los barcos (y, en algunos casos, incluso llegaron a conformar el único tipo de armamento de los mismos), por lo que debieron incluirse en la cuenta de cañones. En febrero de 1817, la Marina Real Británica introdujo un nuevo sistema de clasificación que tenía en cuenta a las carronadas.
El sistema de clasificación volvió a modificarse tiempo después, y pasó a basarse en la cantidad de tripulantes.

## Otros usos
El término primera clase pasó al uso cotidiano como un adjetivo para denotar algo que es de la mejor calidad posible. Segunda clase y tercera clase también se utilizan como adjetivos para objetos que son de calidad inferior. Esta situación es algo irónica, ya que los buques de tercera clase conformaban la inmensa mayoría de la flota de guerra, puesto que los buques de primera y segunda clase de tres cubiertas eran demasiado costosos para emplearlos como algo más que buques insignia del Almirante al mando de una flota; pese a ser menos poderosos que los buques de tres cubiertas, los de tercera clase eran elementos esenciales dentro de la flota de combate.